# Lindebeuf
Lindebeuf település Franciaországban, Seine-Maritime megyében. Lakosainak száma 383 fő (2022. január 1.). Lindebeuf Le Torp-Mesnil, Val-de-Saâne, Berville, Boudeville, Imbleville, Ouville-l’Abbaye és Vibeuf községekkel határos.

## Népesség
A település népességének változása:
| Lakosok száma | 376  | 411  | 412  | 399  | 393  | 389  | 388  | 379  | 383  |
|               | 2013 | 2015 | 2016 | 2017 | 2018 | 2019 | 2020 | 2021 | 2022 |